# Pålvattstjärnen
Pålvattstjärnen är en sjö  i den del av Bjurholms kommun som ligger i Västerbotten. Den ingår i Hörnåns huvudavrinningsområde. Pålvattstjärnen ligger i Åtmyrberget Natura 2000-område.